# Shidle

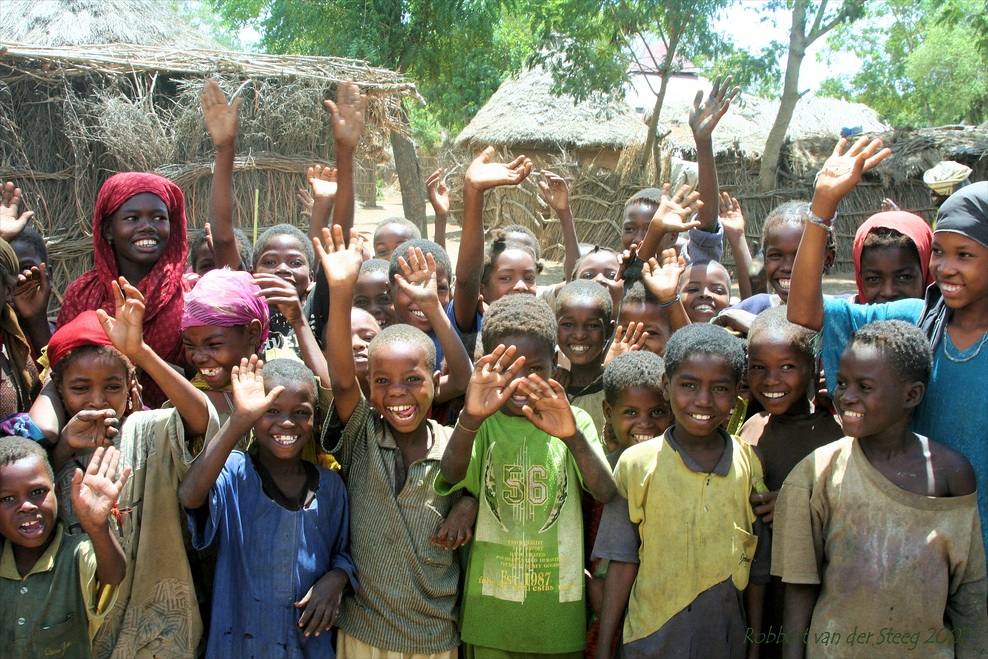
„Bantu“-Kinder in einem Dorf bei Jawhar

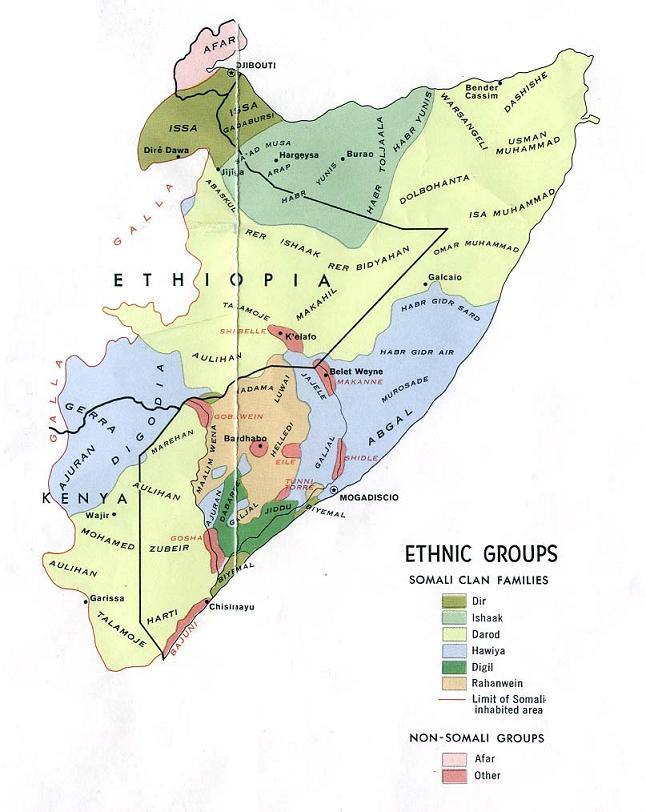
Karte der Volksgruppen in Somalia 1977; ethnische Minderheiten, darunter Shidle, in Rot.

Die Shidle (italienisch Scidle) sind eine ethnische Minderheit in Somalia, die im Tal des Flusses Shabelle bei Jawhar als Ackerbauern lebt. Sie sind als „Klienten“ mit den nomadischen Viehzüchtern der Mobileen-Mudulood-Hawiya verbunden.
Der Name Shidle soll von dem Wort shid für „Mahlstein“ abgeleitet sein, zumal dieser charakteristisch für ihre sesshaft-bäuerliche Lebensweise ist.
Sie stammen wohl – wie die Makanne weiter flussaufwärts bei Beledweyne – von einer schwarzafrikanischen  Bevölkerung ab, die bereits vor den Somali in jenem Gebiet gelebt hat. Dieser Bevölkerung sollen sich im Laufe der Zeit entflohene und freigelassene Sklaven angeschlossen haben. Zum Teil werden die Shidle in die Sammelbezeichnung „Somalische Bantu“ miteinbezogen, die seit den 1990er Jahren vor allem für die Nachfahren von Bantu-Sklaven und in weiterem Sinne für sämtliche schwarzafrikanischen Minderheitengruppen in Somalia gebräuchlich ist. Es ist jedoch unklar, ob sie ursprünglich eine Bantusprache gesprochen haben.
Muhammad Qulid al-Rashidi vom Sufi-Orden der Salihiyya gründete zwei religiöse Siedlungen im Gebiet der Shidle, wo er 1918 starb.
Zur Zeit der Kolonie Italienisch-Somaliland gründete Luigi Amadeo von Savoyen 1920 in ihrem Gebiet die Siedlung Villaggio Duca degli Abruzzi, das spätere Jawhar.
Im somalischen Bürgerkrieg wurden die Shidle vermehrt von Angehörigen der Hawiya- und Darod-Somali-Clans bedrängt.